# بينيساليم
بلدية بني سالم أو (نقحرة: بينيساليم) (بالإسبانية: Binisalem) هي بلدية تقع في منطقة جزر البليار شرق إسبانيا.

## الديموغرافيا
بلغ عدد سكان بلدية بني سالم 7.601 نسمة عام 2011 (وفقاً للمعهد الوطني للإحصاء الإسباني).
| 4.885 | 5.097 | 5.618 | 6.326 | 6.773 | 7.251 | 7.601 |

## أعلام
- يويس ساستري
- ميغيل أنخيل مويا
- رافيل ساستري